# 2-ра танкова армия (Вермахт)
2-ра танкова армия (на немски: 2. Panzerarmee) е танково подразделение и бронирана формация от сухопътните сили на Германия, между октомври 1941 и май 1945 г.
Танкова група „Гудериан“ (Panzergruppe Guderian) – 5 юни 1940 – 30 юни 1940 г.
2-ра танкова група (Panzergruppe 2) – октомври 1941 г.

## История

### Танкова група „Гудериан“
Танкова група „Гудериан“, също група „Гудериан“, е известно танково подразделение сформирано на базата на 19-и моторизиран корпус на 5 юни 1940 г., кръстено на своя командир – ген. Хайнц Гудериан по време на битката за Франция през 1940 г.

#### Битка за Франция (1940)
В началото на юни 1940 г., след достигането си на френския канал „Ла Манша“ и дълбокия пробив през горите на Ардените, танковата група „Гудериан“ се съединява с 19-и армейски корпус, проникнал преди това дълбоко в сърцето на Франция от към „линията Мажино“.
След сраженията във Франция, групата на ген. Гудериан е преобразувана и преименувана на 2-ра танкова група.

#### Състав на 28 май 1940 г.
- 34-ти армейски корпус (мот.), командващ генерал Рудолф Шмит
  - 1-ва танкова дивизия, командващ генерал Фридрих Кирхнер
  - 2-ра танкова дивизия, командващ генерал Рудолф Файел
  - 29-а пехотна дивизия (мот.), командващ генерал Вилибалд фон Ерленкамп
- 50-и армейски корпус, командващ генерал Георг-Ханс Райнхарт
  - 6-а танкова дивизия, командващ генерал Вернер Кемпф
  - 8-а танкова дивизия, командващ генерал Адолф-Фридрих Кунцен
  - 20-а пехотна дивизия (мот.), командващ генерал Мориц фон Викторин

#### Командир
- Генерал-полковник Хайнц Гудериан (5 юни 1940 – 30 юни 1940)[1]

### 2-ратанкова група
2-ра танкова група е военна част през Втората световна война, сформирана в началото на октомври 1941 г. Неин предшественик е танкова група „Гудериан“, а наследник 2-ра танкова армия.

#### Командир
Генерал-полковник Хайнц Гудериан (16 ноември 1940 – 5 октомври 1941)

### 2-ратанкова армия
2-ра танкова армия е наследник на 2-ра танкова група с командващ генерал Хайнц Гудериан, образувана на 5 октомври 1941 г.

#### около 1941 г.
След преименуването си, армията е прикачен към състава на група армии „Център“, с която взима участие в битката за Москва и в отбранителните боеве на герамно-съветския фронт по-късно.

#### около 1942 г.
През 1942 г. тя е преместена в състава на група армии „Ф“, с която е прехвърлена на Балканите.

#### около 1944 г.
Година преди края на войната, тя се сражава в Югославия, Унгария и Австрия, след което се предава на съюзниците.

#### Състав (1941 – 1945)
Юни 1941 г. – 24-ти, 46-и и 47-и моторизиран корпус.

Октомви 1941 г. – 24-ти, 47-и и 48-и моторизиран корпус, 34-ми и [[35-и армейски корпус (Вермахт)|35-и армейски корпус]].

Януари 1942 г. – 24-ти и 47-и моторизиран корпус, 53-ти армейски корпус

Август 1942 г. – 41-ви и 47-и танков корпуси, 53-ти и 35-и армейски корпуси

Ноември 1942 г. – 47-и танков корпуси, 53-ти и 35-и армейски корпуси

Юли 1943 г. – 33-ти, 53-ти и 55-и армейски корпуси

Септември 1943 г. (на Балканите) – 3-ти СС танков корпус, 15-и и 21-ви планински корпуси, 69-и резервен корпус

Декември 1943 г. – 5-и СС планински корпус, 15-и и 21-ви планински корпуси, 69-и резервен корпус
7 май 1945 г. – 68-и армейски корпус, 22-ри планински корпус, 1-ви кавалерийски корпус.

#### Командири
- Генерал-полковник Хайнц Гудериан (5 октомври 1941 – 25 декември 1941)
- Генерал-полковник Рудолф Шмит (25 декември 1941 – 10 април 1943)
- Генерал от пехотата Хайнрих Клюснер (11 април 1943 – 6 август 1943)
- Генерал-фелдмаршал Валтер Модел (6 август 1943 – 14 август 1943)
- Генерал-полковник д-р Лотар Рендулич (14 август 1943 – 24 юни 1944)
- Генерал от пехотата Франц Бьоме (24 юни 1944 – 17 юли 1944)
- Генерал от артилерията Максимилиан де Ангелис (18 юли 1944 – 8 май 1945)